# Kloster Spišský Štiavnik
Das Unserer Lieben Frau geweihte Kloster Spišský Štiavnik (Sancta Maria de Scepusio; Zips, Szepes, Schawnik, Schebnik, ungarisch Savnik) ist die einzige mittelalterliche Zisterzienserabtei in der heutigen Slowakei. Der Standort liegt in der Gemeinde Spišský Štiavnik im Okres Poprad, der zu Prešovský kraj gehört, in der Region Spiš (Zips), rund 10 km südöstlich von Poprad, am Oberlauf des Flusses Hornád.

## Geschichte
Das Kloster wurde als Tochter von Kloster Wąchock aus der Filiation der Primarabtei Morimond im Jahr 1223 von Koloman, dem Sohn des Königs Andreas II. und Bruder des Königs Béla IV. von Ungarn gestiftet. Das Kloster dürfte in den Hussitenkriegen des 15. Jahrhunderts gelitten haben und soll 1530 oder 1542 aufgehoben worden sein. Auf dem Gelände des Klosters steht ein Renaissanceschloss aus dem 16./17. Jahrhundert.